# Lenguas makú
Las lenguas makú conforman una familia lingüística propuesta por Theodor Koch-Grünberg en 1906. Con el nombre de makú se conoce a varios pueblos indígenas cazadores-recolectores del noroccidente de la Amazonia, como los Nükâk y los Kãkwã (Cacua o Bara Makú) de Colombia; los Hupdë y Yuhupdeh de Brasil y Colombia y los Nadëb (Kabori) y Dâw (Düw o Kamâ) de Brasil.

## Clasificación
Patience Epps (2005) considera probada la existencia de un microfilo lingüístico nadahup, dentro del cual estarían las cercanamente relacionadas lenguas hupdë y yuhupdë, con 90 por ciento de vocabulario común; dâw con un 75% de vocablos cognados con ellas y nadëb, con una mayor separación y mayor diferenciación morfológica, pero con 50% de cognados con las otras. En cuanto al resto de la familia, Epps y Katherine Bolaños consideran que la evidencia lingüística no respalda una afiliación genética entre las lenguas nadahup y las lenguas kãkwã-nükak y puinave.
Entre las lenguas nükák y kãkwã existe un relación muy estrecha y se les debe considerar como un conjunto, de relativamente reciente separación.
Según Ethnologue, las lenguas de la familia makú son: 
- Cacua o Kãkwã (Colombia), 150 hablantes (1982).[6]
- Dâw (Brasil), 83 (1994).[7]
- Hupdë (Colombia), 1.360 (1995).[8]
- Nadëb (Brasil), 300 (1986).[9]
- Nukak Makú o Nükak (Colombia), 400 (2005).[10]
- Yuhup o Yuhupdë (Brasil, Colombia), 360 (1995).[11]

Paul Rivet y Constant Tastevin establecieron desde 1920 las relaciones entre las lenguas makú y la de los puinave del oriente de Colombia, formulando la hipótesis de una familia lingüística Puinave-Makú. Por otra parte, Joseph Greenberg (1987) agrupó las lenguas puinave-makú, junto con la familia tukano, la familia catuquina, el waorani, el ticuna y otras lenguas en el tronco macro-tukano.
Marie Claude Mattéi Muller, Howard Reid y Paul Henley presentaron en 1992 sólidas evidencias según las cuales, la familia makú incluye también a la lengua hodï (o hoti) del sur de Venezuela. El vocabulario con mayores aproximaciones al hodï, sería el nükák. Los Hodï son cazadores y recolectores, culturalmente cercanos a los makú. Un diagrama que permite concordar las hipótesis anteriores con la investigación de Epps (2005), es el siguiente:

|  | Nadëb |
|  |       |

| Hup | \| \| Jupda \| \| \| \| \| \| Yujup \| \| \| \| |
|     | \| \| Jupda \| \| \| \| \| \| Yujup \| \| \| \| |
|     | Jupda                                           |
|     |                                                 |
|     | Yujup                                           |
|     |                                                 |

|  | Jupda |
|  |       |
|  | Yujup |
|  |       |

| Hup | \| \| Jupda \| \| \| \| \| \| Yujup \| \| \| \| |
|     | \| \| Jupda \| \| \| \| \| \| Yujup \| \| \| \| |
|     | Jupda                                           |
|     |                                                 |
|     | Yujup                                           |
|     |                                                 |

|  | Jupda |
|  |       |
|  | Yujup |
|  |       |

|  | Nadëb |
|  |       |

| Hup | \| \| Jupda \| \| \| \| \| \| Yujup \| \| \| \| |
|     | \| \| Jupda \| \| \| \| \| \| Yujup \| \| \| \| |
|     | Jupda                                           |
|     |                                                 |
|     | Yujup                                           |
|     |                                                 |

|  | Jupda |
|  |       |
|  | Yujup |
|  |       |

| Hup | \| \| Jupda \| \| \| \| \| \| Yujup \| \| \| \| |
|     | \| \| Jupda \| \| \| \| \| \| Yujup \| \| \| \| |
|     | Jupda                                           |
|     |                                                 |
|     | Yujup                                           |
|     |                                                 |

|  | Jupda |
|  |       |
|  | Yujup |
|  |       |

|  | Kakwa |
|  |       |
|  | Nukak |
|  |       |

|  | Puinave |
|  |         |

|  | Hoti |
|  |      |

|  | Kakwa |
|  |       |
|  | Nukak |
|  |       |

|  | Puinave |
|  |         |

|  | Hoti |
|  |      |

|  | Nadëb |
|  |       |

| Hup | \| \| Jupda \| \| \| \| \| \| Yujup \| \| \| \| |
|     | \| \| Jupda \| \| \| \| \| \| Yujup \| \| \| \| |
|     | Jupda                                           |
|     |                                                 |
|     | Yujup                                           |
|     |                                                 |

|  | Jupda |
|  |       |
|  | Yujup |
|  |       |

| Hup | \| \| Jupda \| \| \| \| \| \| Yujup \| \| \| \| |
|     | \| \| Jupda \| \| \| \| \| \| Yujup \| \| \| \| |
|     | Jupda                                           |
|     |                                                 |
|     | Yujup                                           |
|     |                                                 |

|  | Jupda |
|  |       |
|  | Yujup |
|  |       |

|  | Nadëb |
|  |       |

| Hup | \| \| Jupda \| \| \| \| \| \| Yujup \| \| \| \| |
|     | \| \| Jupda \| \| \| \| \| \| Yujup \| \| \| \| |
|     | Jupda                                           |
|     |                                                 |
|     | Yujup                                           |
|     |                                                 |

|  | Jupda |
|  |       |
|  | Yujup |
|  |       |

| Hup | \| \| Jupda \| \| \| \| \| \| Yujup \| \| \| \| |
|     | \| \| Jupda \| \| \| \| \| \| Yujup \| \| \| \| |
|     | Jupda                                           |
|     |                                                 |
|     | Yujup                                           |
|     |                                                 |

|  | Jupda |
|  |       |
|  | Yujup |
|  |       |

|  | Kakwa |
|  |       |
|  | Nukak |
|  |       |

|  | Puinave |
|  |         |

|  | Hoti |
|  |      |

|  | Kakwa |
|  |       |
|  | Nukak |
|  |       |

|  | Puinave |
|  |         |

|  | Hoti |
|  |      |

Sin embargo, la evidencia de parentesco entre el Puinave y las lenguas Makú es débil y no es aceptada por muchos especialistas. Por otra parte, el trabajo de Martins & Martins (1999) propone una agrupación incompatible con la investigación de Epps (2005) y con el "makú septentrional" del anterior esquema: considera como integrantes de la familia Makú los grupos Nadëb-Kuyawi, Dâw, Hupda-Yuhup y Nukak-Kakwa, pertenecientes a dos áreas lingüísticas distintas con diferente estructura gramatical, siendo el grupo Nukak-Kakwa el más distante con el resto y los más relacionados Dâw y Hupda-Yuhup.
El lingüista Jesús Girón (2008) sí encuentra posible postular una relación genética del puinave con el proto-makú, pero considerando además la existencia de otro sustrato del puinave aún no conocido.

## Descripción lingüística

### Fonología
El siguiente cuadro resume el inventario de fonemas consonánticos en las lenguas makú:
|             | En todas las lenguas | en Dâw además existe: | en Hu-Yu además existe: | en Nd además existe: | en Kk además existe: |
| ----------- | -------------------- | --------------------- | ----------------------- | -------------------- | -------------------- |
| Oclusiva    | p, b; t, d; k, g; ʔ  | ʈ                     |                         |                      |                      |
| Africada    | ʧ                    | ʤ                     |                         |                      |                      |
| Fricativa   | h                    | ʃ                     |                         | ʃ, ʒ                 |                      |
| Nasal       |                      | m; n                  |                         | m; n; ɲ; ŋ           |                      |
| Aproximante | w, y                 | l                     | r                       | ɾ                    | r                    |

En Yuhup-Hupda y en Kakwa las nasales no son fonemas independientes sino que son alófonos de las oclusivas sonoras.

### Gramática
Las lenguas makú son fuertemente aglutinantes y predominante sufijantes. El Nadëb tiene mayor tendencia a la prefijación que el resto de lenguas. Presuntamente el proto-makú habría tenido una mayor tendencia a usar prefijos, y el contacto con las lenguas tukano habría hecho que las lenguas evolucionaran a un tipo más sufijante.
En el nombre se distingue entre posesión alineable e inalienable.

### Comparación léxica
Puede presentarse una muestra de posibles cognados:
| Castellano | Nadëb   | Dâw        | Hupda      | Puinave | Nɨkãk    | Hoti     |
| ---------- | ------- | ---------- | ---------- | ------- | -------- | -------- |
| padre      | ʔɨb     | ʔip        | ʔip        | ʔii     | iíp/pa?  | ae/baba  |
| madre      | əən     |            | ʔĩn        | ĩn      | ĩín      | u        |
| casa       | mɨ:j    | mãj        | mõj        | mõ      | mɨ͂       | nuwe     |
| campamento |         |            | mõj        | sujot   | wʌ´ptʃi  | haniʃo   |
| cabeza     | nuuh    | nũh        | nũh        | hujak   | tʃeu     | ʰtou     |
| brazo      | mɔ:h    |            | mũbmũj     | bo      | mɨh      | moh      |
| chontaduro | jɤ      | sɨw        | tʃɨw       | mon     | mɨna?    | ʰnema    |
| carne      | dab     | dep        | dap        | ta      | dep      |          |
| sangre     | mãjɨ:w  | jɨw        | bijuh      | mãp     | meʔép    | iʰkʷe    |
| pie        | jɨm     | tʃɨm       | tʃib       | sim     | tʃɨĩ     |          |
| noche      | jĩm     | tʃem       | tʃəb       | saj     | tʃei     | idɨ      |
| carbón     | ʃɤh     | ʃɤh        | tʃəh       | taw     | tip      |          |
| piel       | bɨ:h    | bɨk        | bɔk        | pik     | nɨi/tʃuú | nui/heto |
| lengua     | nəkahad | nɔhked     | nɔhkaed    | dok     | nɨk      | nẽ       |
| diente     | təɡᵑ    | təɡᵑ       | təɡ        | de      | mau      | uʰku     |
| grasa      | ʃɨ:j    | nẽg        | nãg        | jek     | ji       |          |
| olla       | ʃarej   | bɔk        | bɔk        | wãm     | waám     |          |
| comer      | wɤh     | wed        | wæd        | wõk     | waám     | ʰwã      |
| tortuga    | matug   | mĩʃ        | mĩh        | ba      | pad      | baʰɾa    |
| caimán     | had/wɤm | xet/tʃɤwɤm | hát/tʃəwəm | wow     | wɨw      | awɾe     |
| canoa      | hɔʔɔh   | xɔ         | hɔh        | haʔ     | háã      | ow       |
| camino     | tiu     |            | tiw        | dɨk     | nama     | manaa    |
| tabaco     | hũ:t    | hũt        | hũt        | həp     | hɨp      | ʰkʷaj/ow |
| viento     | hũ:t    | hũt        | bohop      | hĩm     | huʔat    | hune     |
| monte      |         |            | hih/buk    | wen     | hée/bi:  | ihewa    |
| piedra     | paʔ     | paʃ        | paih       | ha      | hée      | iʰte     |
| agua       | naʔɤŋ   | nɤx        | deh        | ɨt      | káandé   | ʰwi      |
| leña       |         | duh        | teg        | du      | tɨa      | tau      |
| espina     |         | ʔut        | ut         | ʔút     | uút      | ow       |
| fruta      | ag      | ʔæg        | ag         | kam     | keʔe     | atei     |
| huevo      | tɨb     | tɨp        | tip        | bikdik  | tip      |          |
| morder     | gɤʃ     | kɤʃ        | kə͂ʲh       | sak     | tʃãk     | ɟiju     |
| rallar     | hɨp     | hɨp        | hɨ͂p        | nɨt     | híit     | hi       |
| oír        | wɤ:?    | wɤ?        | wɨʔ        | huj     | húi      |          |
| dormir     | ɨ:h     |            | õhõj       | ow      | ɨũ       | opir     |
| temer      | ɨm      | ãm         | ʔom        | õm      | ɨm       | itiu     |
| tú         | õm      | ?ãm        | ãm         | mam     | méem     | kɘ       |
| nosotros   | ɤ:r     | ʔid        | ɨ͂n         | biʔtu   | wíit     | hati     |
| vosotros   | bəəh    | nɨg        | nə͂g        | ɲam     | jéeb     | kɘdɨ     |
Fuentes: Randall y Reed (1992), Erickson (1993), Henley et.al.(1996), Martins (2005) y Girón (2008)
El siguiente cuadro resume los numerales lenguas makú, idioma puinave e idioma hoti. Se aprecia el parentesco más cercano de kakwa y el nukak y más lejano de las otras lenguas:
| GLOSA | Nadahup | Nadahup | Nadahup  | Nadahup    | Kak           | Kak        | Puinave | Hoti                  |
| GLOSA | Nadëb   | Dâw     | Hupda    | Yuhup      | Kakwa         | Nikãk      | Puinave | Hoti                  |
| ----- | ------- | ------- | -------- | ---------- | ------------- | ---------- | ------- | --------------------- |
| 1     | ʃæd     | ʔmɛ̃ʔ    | æp       | cáp        | bik2          | mīk3       | tim     | jaʔtoa/ʰtite          |
| 2     | tɨmwɔp  | tɯ̌bʷ    | kaʔap    | bə̌ʔ        | tʃẽnẽ         | tʃenẽ1     | kaw     | iʰwekaʔti/taari/tuʰru |
| 3     | pɔwɔb   | mutwǎp̚  | mɔnaʔãp  | bòdɨ́ɡⁿ-wǎp | bik pejkãd-dĩ |            | pəj     | ʰwejaʔti/abaʰrede     |
| 4     |         |         | hi bapni | bàbᵐdí-wǎp | tʃẽnẽ2na4mīk2 |            | lawmõk  | aihaʔti               |
| 5     | ajoŋ    |         | æp depũh | càhpóh wǎp | tei?ja2       | teiʔ3 paʔ1 | dap tɨm | mo                    |

#### Porcentaje de cognados
Tres investigaciones han propuestos porcentajes de posibles cognados entre estas lenguas, así: 
|         | Nadëb | Nadëb | Nadëb | Dâw | Dâw | Hupda | Hupda | Hupda | Puinave | Nɨkãk | Nɨkãk | Hoti |
|         | A     | B     | C     | A   | B   | A     | B     | C     | C       | A     | C     | C    |
| Nadëb   | -     | -     | -     | 50  | 52  | 46    | 49    | 42    | 20      | 22    | 20    | 21   |
| Dâw     | 50    | 52    |       | -   | -   | 63    | 71    |       |         | 19    |       |      |
| Hupda   | 46    | 49    | 42    | 63  | 71  | -     | -     | -     | 19      | 23    | 24    | 18   |
| Puinave |       |       | 20    |     |     |       |       | 19    | -       |       | 25    | 20   |
| Nɨkãk   | 22    |       | 20    | 19  |     | 23    |       | 24    | 25      | -     | -     | 26   |
| Hoti    |       |       | 21    |     |     |       |       | 18    | 20      |       | 26    | -    |